# Maki acevichado
Maki acevichado es un tipo de sushi, perteneciente a la cocina nikkei de la gastronomía peruana.

## Descripción
Se originó a finales del siglo XX en un restaurante llamado Matsuei de inmigrantes japoneses en el Perú. El diario El Comercio expresó que el platillo fue la «democratización de la comida nipona» en las mesas peruanas desde el 2000; debido a que se incluyó ingredientes clásicos de la gastronomía peruana como el limón y el ají amarillo.
Los primeros makis acevichados incluían mejillones (Choromytilus chorus). El término «acevichado» se debe a que el plato es bañado con la salsa del cebiche peruano.